# یواس‌اس اول (ای‌ام‌سی‌یو-۳۵)
یواس‌اس اول (ای‌ام‌سی‌یو-۳۵) (به انگلیسی: USS Owl (AMCU-35)) یک کشتی بود که طول آن ۱۵۹ فوت (۴۸ متر) بود. این کشتی در سال ۱۹۴۴ ساخته شد.